# Glomera macrophylla
Glomera macrophylla är en orkidéart som beskrevs av Rudolf Schlechter. Glomera macrophylla ingår i släktet Glomera och familjen orkidéer. Inga underarter finns listade i Catalogue of Life.